# Famille de Peretti
La famille de Peretti della Rocca est une famille subsistante de la noblesse corse originaire de Lévie sur l'Alta Rocca.

## Histoire
La famille Peretti della Rocca descendrait, selon certaines sources, des Cinarchesi.
Au XIIIe siècle, les Cinarchesi prennent le pouvoir en renversant les Biancolacci. Les della Rocca prennent le contrôle du sud de la Corse et obtiennent des suffrages populaires le titre de Comte de Corse. La seigneurie della Rocca, au sens strict du terme dure deux siècles, du premier de la lignée Sinucello della Rocca au XIVe siècle jusqu'à Rinuccio della Rocca au début du XVIe siècle. À sa mort en 1408, Francesco della Rocca, représentant du peuple auprès de la cité de Gênes, dernier Seigneur de la Rocca, laisse quatre fils légitimes, dans l'ordre des naissances : Guglielmo, Polo, Orlando et Antone.

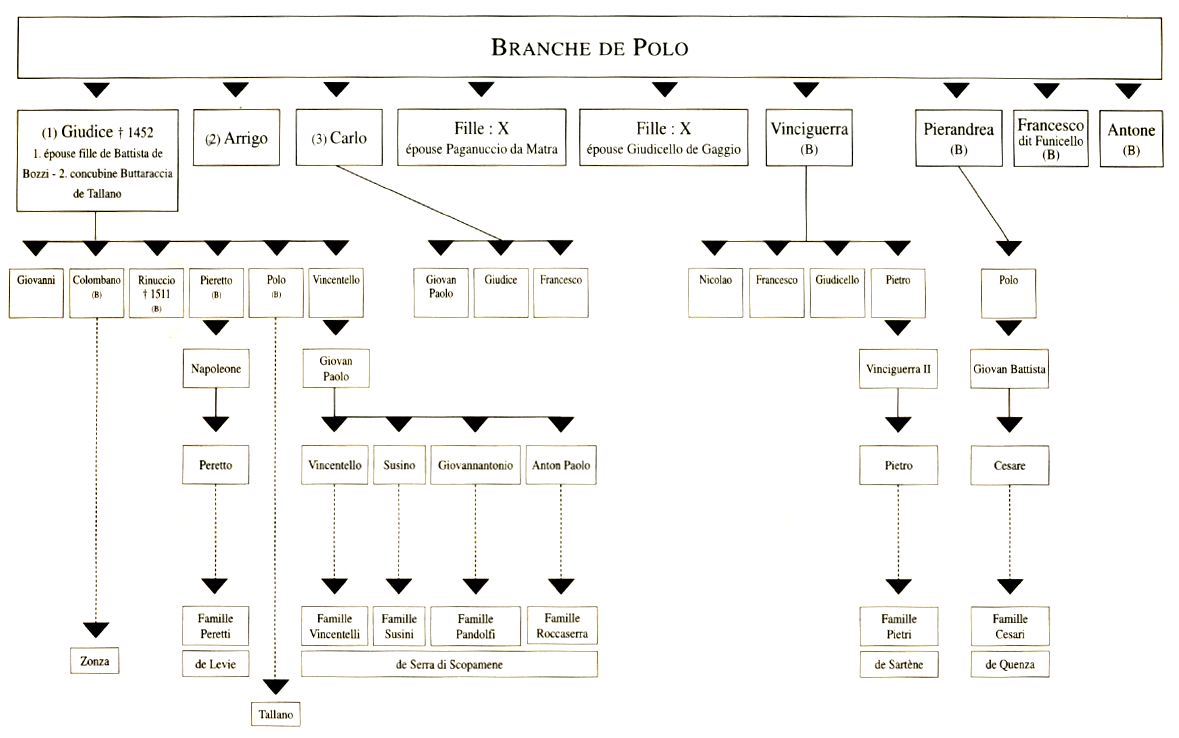
Descendance du Comte Polo della Rocca, ancêtre des Peretti della Rocca

En 1416, Polo della Rocca se pose en chef de la Maison, en 1417, il franchit les monts et selon les droits de ses aïeux, se proclame Seigneur de la Rocca.
En 1420, Alphonse V d'Aragon revendique l'île à la suite de la concession de la Corse du pape Boniface VIII et Polo della Rocca lui prête serment d'allégeance.
Après l'assassinat de Rinuccio della Rocca , le fils de Guidice della Rocca le 11 avril 1511, la Seigneurie della Rocca prend fin.
La famille de Peretti della Rocca descend du Comte Polo della Rocca par Pieretto della Rocca puis Napoleone delle Vie, capitaine au service de la France, premier Corse connu ayant porté le prénom de Napoléon,,. Du fait de sa bravoure lors de la bataille de Renty le 13 août 1554, le roi de France obtient en sa faveur l'octroi de l’ordre de l’Éperon d’or par le pape Paul IV. À Saint-Germain, le 12 novembre 1558, Henri II lui donne l'accolade et lui concède, ainsi qu'à ses descendants, le privilège d'ajouter à ses armoiries une fleur de lys soutenue par deux lions affrontés d'or. Son descendant , Peretto donnera le nom à la famille Peretti
En juillet 1768, à la suite du traité de Versailles, la France rachète à Gênes ses droits sur l'île. Descendants des Comtes de Corse inféodés au XVIe siècle par l'Office de Saint-Georges de Gênes, des membres de la famille Peretti établissent leur filiation depuis Napoleone (1554) au Conseil supérieur de la Corse qui reconnaît la noblesse  des Peretti de Lévie le 28 avril 1772. À cette époque une partie des Peretti firent précéder leur nom d'une particule et certains y adossèrent le lignage à la Maison della Rocca pour se distinguer du peuple mais aussi pour se conformer aux usages français de la noblesse à la suite de l'annexion de la Corse par la France.
Malgré cela, des Peretti, en 1739, firent partie d’un groupe s'intitulant antichi privilegiati qui dénonçait à la Caméra les prétentions de certains imposteurs qui, avec la complicité du Lieutenant de Sartène, tentaient de se faire reconnaître comme nobles. L'adresse fut signée par Rocco Peretti, son fils et Giovan Battista Lanfranchi. L'absence des Rocca Serra, Durazzo et Ortholi parmi les signataires laisse deviner les contours de deux partis qui s'affrontent, l'un plus attaché à Gênes, l'autre plus ouvert à la France.
En 1789, le Chanoine Charles-Antoine de Peretti della Rocca, vicaire général du Diocèse d'Aléria est désigné pour siéger aux États généraux de Versailles 1789 à 1791,. C'est lui qui donna l'impulsion de compléter le nom par un della Rocca.
Les Peretti se sont beaucoup alliés aux familles de Sgiò du Sartenais-Taravo-Valinco, de l’Alta Rocca et de la Rocca, en particulier avec les Abbatucci, Durazzo, Ortoli, Paoli, Pietri, Lanfranchi et Rocca Serra:  Lelio Maria (Lelius) de Peretti della Rocca épouse Maria Isabella Abbatucci; Perle-Marie Peretti épouse Stéphane Durazzo; Don Charles de Peretti della Rocca épouse  Antoinette de Rocca Serra; Maria Desolina Peretti épouse en 1854 à Levie Don Guillaume de Rocca Serra; Joseph de Peretti se marie en 1812 à Sartène avec Marie-Thérèse de Rocca-Serra; Maria Brigida Peretti épouse en 1735 Cesare Antonio Lanfranchi; Maria Caterina de Peretti épouse en 1771 Simon Francesco Lanfranchi, Ange-Françoise de Peretti épouse en 1810 Marc- Aurèle Lanfranchi; Don Gio Battista de Peretti épouse en 1855 Marie Roselinde Lanfranchi, Jean-Baptiste de Peretti épouse en 1919 Marie Lanfranchi à Aullène; Benoîte de Peretti della Rocca épouse Marc Lanfranchi de Viggianello; Padoue de Peretti della Rocca se marie avec Antoinette Lanfranchi de Viggianello, Henri de Peretti della Rocca épouse Marie-Antoinette Lanfranchi...
Des Peretti ont émigré à Sartène, Olmeto et Giuncheto.
La famille a donné de nombreux diplomates, politiciens, ecclésiastiques et militaires aux XIXe, XXe et XXIe siècles.

## Armoiries

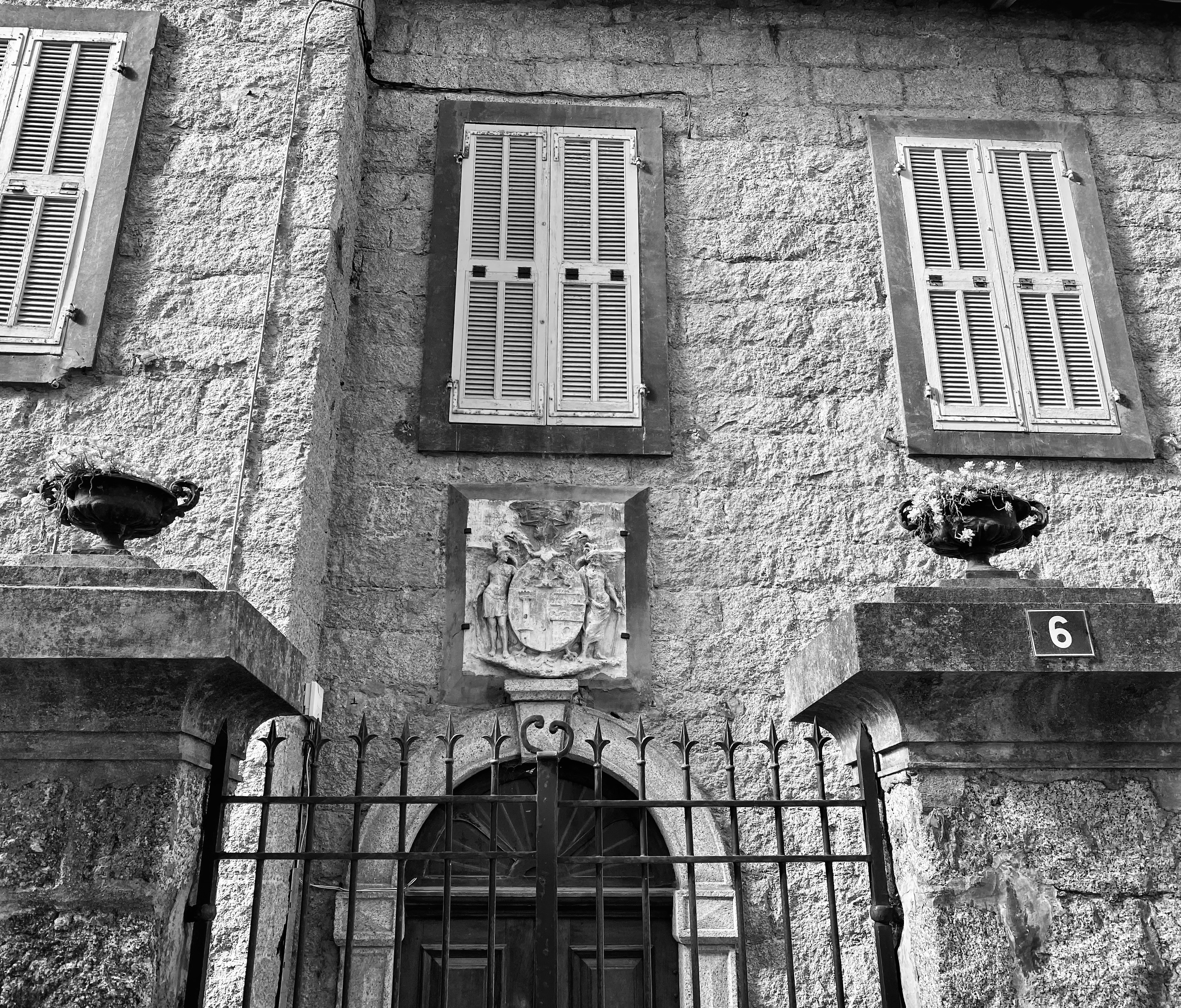
Blason de la famille Peretti della Rocca, surplombant la porte de la demeure de Peretti della Rocca de Sartène, sise au 6 rue Valère de Peretti della Rocca

Parti au 1 de gueules à la colonne d'argent couronné d'or, au 2 de gueules à une tour d'argent maçonnée de sable surmontée d'une balance d'or tenue par une main mouvante du chef, au chef d'azur chargé d'un cipe d'argent et accosté de deux lions tenant une fleur de lis posée sur le cipe, le tout d'or.
L'écu accolé à une aigle à deux têtes, visible sur le fronton  de la porte.
En général, l'écu est surmonté d'une couronne de comte.

## Personnages de la famille
- Colonel Angelo Santo, seigneur de Lévie, compagnon d'armes de Sampiero Corso, colonel au service de la France en 1550[6].
- Napoleone delle Vie, seigneur de Levie, fils du précédent[6]
- Colonel Lelio Maria de Peretti della Rocca (Levie, 21 mai 1721 - Levie, 16 juin 1788), colonel des troupes franches au service de Gênes, seigneur de La Testa, époux de Maria Isabella Abbatucci (v. 1727 - Levie, 20 avril 1779), fille de Severino, colonel dans la cavalerie légère vénitienne, citoyen de Venise, gouverneur de Brescia (Italie) en 1735, commissaire commandant de la piève de Tàlavu en 1748 et sœur de Jacques Pierre Abbatucci le "vieux général Giacomo Abbatucci"[6].
- Ugo Francesco de Peretti della Rocca (Levie, 1747 - 1838), capitaine au régiment corse de Buttafoco, lieutenant-colonel au service de la France, chevalier de Saint-Louis, poète, auteur d'Ottave Rusticane, rédigées à Levie lors de sa retraite[6].

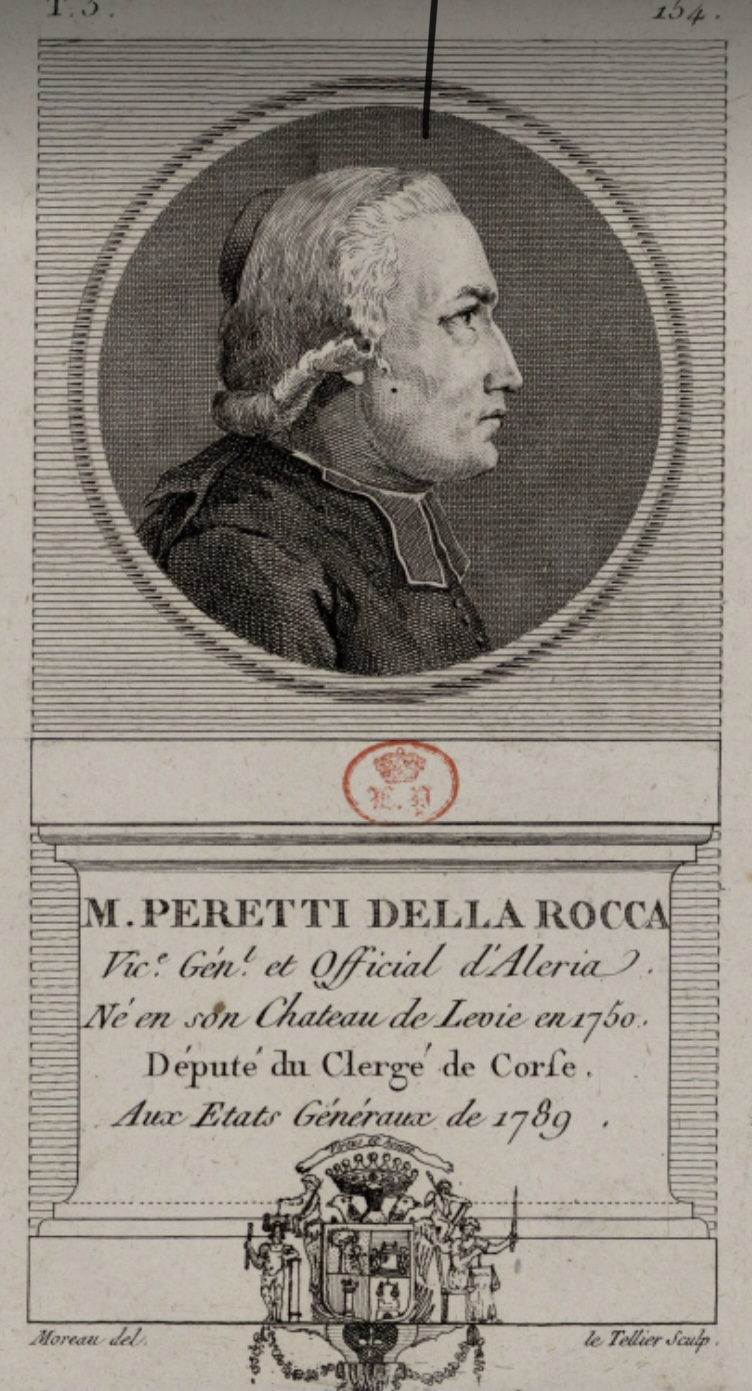
Charles-Antoine de Peretti della Rocca, député du clergé de Corse, 1789 à 1791

- Charles Antoine de Peretti della Rocca, vicaire général du Diocèse d'Aléria est désigné pour siéger aux États généraux de Versailles 1789 à 1791[8].
- Monseigneur Léonard Cassien de Peretti della Rocca, ordonné prêtre en 1847 et évêque auxiliaire d'Ajaccio en 1875, (Lévie: 1822 - Ajaccio 1892). Auteur de “Bonaparte ou la France sauvée”, poème en  24 chants alors qu’il était  abbé, chanoine honoraire et secrétaire général de l'évêché d'Ajaccio.
- Emmanuel de Peretti de La Rocca, diplomateEmmanuel de Peretti de La Rocca[6].

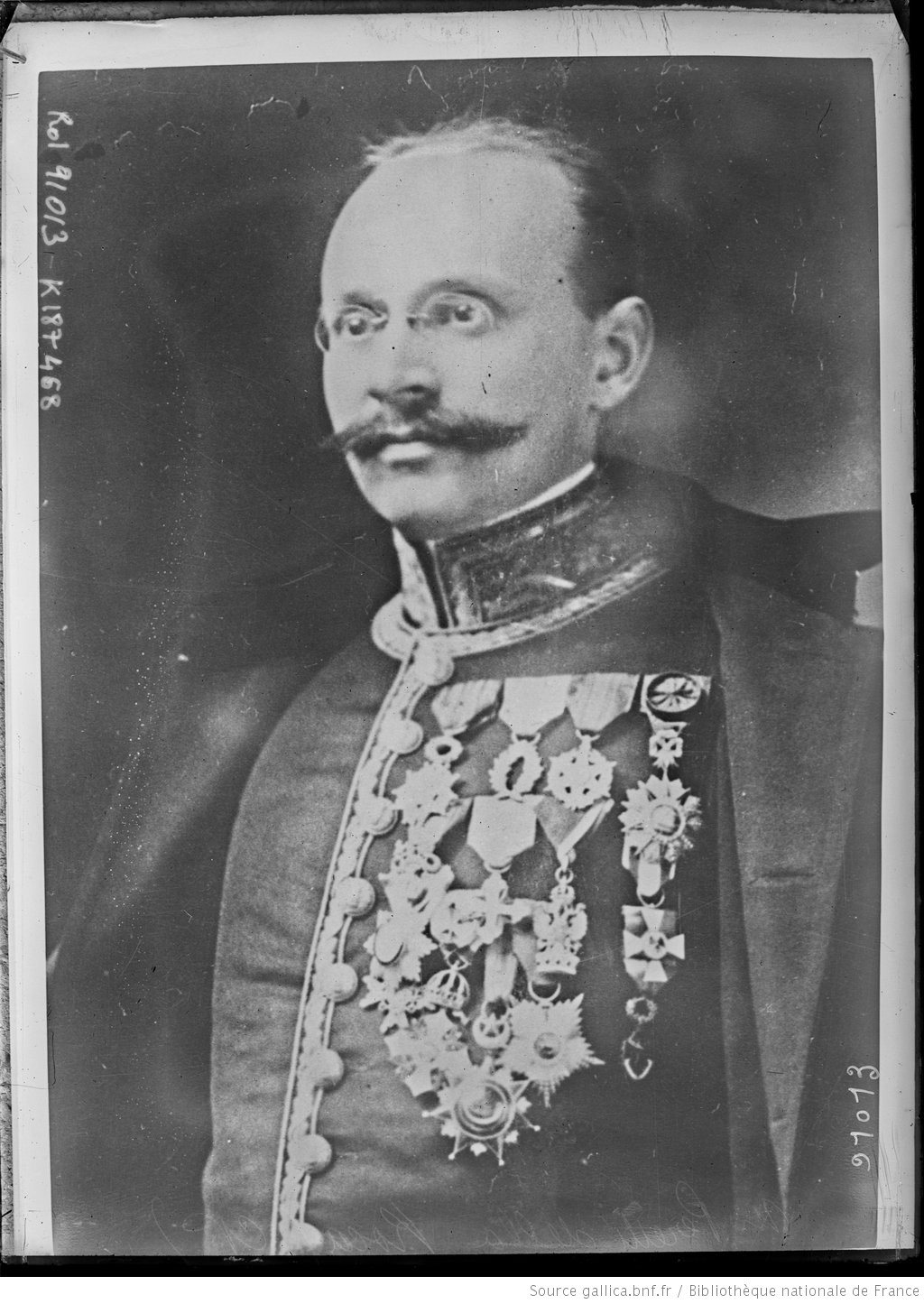
Emmanuel de Peretti de La Rocca, diplomate

- Jean-Pierre de Peretti della Rocca[6].
- Jean de Peretti della Rocca, journaliste, écrivain, poète (1855-1932)[12].
- Jean-Jacques de Peretti[6].
- André de Peretti[6].
- Camille de Peretti[6].
- Thierry de Peretti[6].
- Benjamin Valenza de Peretti, artiste[13]
- Don Napoléon de Peretti della Rocca, maire de Lévie de 2011 à 2021[6],[14]; Alexandre de Lanfranchi lui a succédé.
- Muriel de Peretti della Rocca, orthophoniste et coach vocal, chef d'entreprise et créatrice de la première paille comestible [15],[16],[17],[18],[19].

## Alliances
Abbatucci, de Rocca Serra, de La Rozière, Colonna d'istria, Durazzo, Lorenzi de Bradi, Lanfranchi, de Susini, de Giacomini, Ortoli, Piétri, Pozzo di Borgo, Pianelli, Chiaroni, Poli, Lepidi de Gaffory, Galloni d'Istria.